# Griesweiher (Hassel)
Der Griesweiher ist ein kleinerer Weiher auf der Gemarkung von Hassel im saarländischen Saarpfalz-Kreis.

## Lage
Der Weiher liegt auf der Gemarkung von Hassel südöstlich des Ortes an der Landesstraße 111 zwischen Hassel und Niederwürzbach. Sein Wasser kommt vom Stockweiherbach und einigen Quellen inmitten des Weihers.

## Nutzungsgeschichte
Der Griesweiher wurde künstlich angelegt. Im Jahr 1564 beschreibt der Geograph Tilemann Stella in seiner Beschreibung und Karte der Ämter Zweibrücken und Kirkel die drei Weiher am Stockweiherbach von unten nach oben wie folgt: 

„Alberts Cammerschreibers wagk ist lang 200 schrit und 50 breit … Der Kries weyer ist langk 400 schrit und 50 breit … Der naw weyer ist lang 260 schrit und 50 breit“

Stellas Karte zeigt den Griesweiher als mittleren der drei Weiher am Stockweiherbach. Die beiden oben bzw. unten unmittelbar anschließenden Weiher sind vergangen.
Der Weiher diente früher als Viehtränke und Löschwasserteich. Er ist eines der ältesten stehenden Gewässer im Saarpfalz-Kreis. 1826 wird von einer Mühle am Griesweiher berichtet. Sie bestand aus Wohn-, Mahl-, Oel- und Schneidegebäude. Heute sind noch die Reste des Auslaufes des Mühlenbaches zu sehen. Nach seiner Bespannung nach dem Zweiten Weltkrieg diente er bis zum Bau einer Kläranlage als Klärweiher. Zurzeit dient er dem ASV Hassel als Vereinsgewässer.

## Fauna
Der Griesweiher ist Lebensraum für viele heimische Tiere. Im Wasser sind Fische vom Aal bis zum Zander, Krebse und Teichmuscheln wieder vorhanden. Außerdem hat die Vogelwelt sich sehr verbreitet. Wildenten, Blässhühner, Teichhühner, Graureiher und der seltene Eisvogel haben hier wieder eine Heimat gefunden.